# KGeography

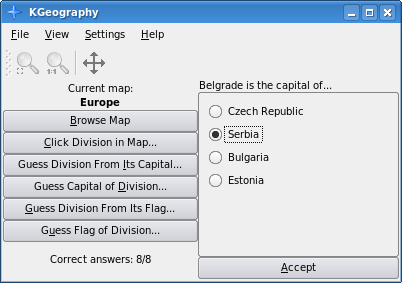
Mode "Guess Division From Its Capital" del KGeography

El KGeography és un joc educatiu lliure i de codi obert. Forma part del KDE. La versió actual es distribueix amb el KDE Education Project 3.5.

## Aprendre
Fulleja els mapes clicant a una divisió de mapes per veure'n el seu nom. També es mostraran la bandera de la nació i la capital.

## Avaluació
A part dels fins educatius, el KGeography pot ser utilitzat per avaluar el coneixement de cadascú.
Ara mateix té cinc jocs:
- El joc et diu una divisió del mapa i l'has de clicar.
- El joc et diu una capital i n'has d'encertar la divisió en què pertany.
- El joc et diu una divisió i n'has d'encertar la capital.
- El joc t'ensenya una bandera d'una divisió de mapes i n'has d'encertar el nom.
- El joc et diu el nom d'una divisió de mapes i n'has d'encertar la bandera.